# 塞巴斯蒂安·顺劳
塞巴斯蒂安·顺劳（德語：Sebastian Schonlau，1994年8月5日—）是一位德国足球运动员，自2021-22赛季起效力于德乙俱乐部汉堡，于场上可司职后卫或防守中场。

## 足球生涯

### 早年经历
顺劳自幼在家乡瓦尔堡的瓦尔堡体育之友（Sportfreunden Warburg 08）开始踢球，之后于2007年转会至帕德博恩07的U14梯队。在2009-10赛季升入U16梯队后，这位防守中场球员因“身材太瘦小”而遭弃用。申劳回到老东家，在U17梯队度过两年，在U19梯队效力了一年，继而于2012-13赛季重返帕德博恩07的U19梯队。赛季结束前不久，这位19岁的球员在时任主教练斯特凡·施密特及其继任者勒内·穆勒的带领下，参加了两场德乙比赛，均打满全场。
2013-14赛季，顺劳与帕德博恩签下第一份职业合同，有效期至2015年6月30日，并获正式提拔至安德烈·布赖滕赖特麾下的一线队。然而，由于布赖滕赖特在中后卫位置上过于依赖、乌韦·和帕特里克·齐格勒，这意味着顺劳无法为球队升入德甲做出贡献。2014-15赛季，他与帕德博恩的合同延长至2016年6月30日，并以租借形式转投至第四级的西部地区联赛俱乐部费尔，为期一个赛季。在主教练安德烈亚斯·戈隆贝克的带领下，顺劳作为中后卫和防守中场共出场25次，其中10次首发。

### 帕德博恩
至2015-16赛季，顺劳重返帕德博恩，当时球队已再度降入德乙。2015年10月初，他将合同延长至2018年6月30日。顺劳共参加了8场德乙比赛（5场首发），并代表二队在第五级的威斯特法伦高级联赛出场6次。这个赛季对整个俱乐部而言都乱作一团。一线队共经历了五位主教练执教：马库斯·格尔豪斯、斯特凡·埃芬伯格、勒内·穆勒（二进宫）、弗洛里安·富兰德和斯特凡·埃默林，最终球队降级至德丙联赛。
2016-17赛季，顺劳在埃默林及其继任者斯特芬·鲍姆加特的带领下成为主力。他共获得30次德丙联赛出场机会（其中23次首发），射入1球，但球队最终降级至西部地区联赛。但得益于降入德丙的慕尼黑1860未取得德丙联赛参赛牌照，帕德博恩幸运得以在2017-18赛季继续留在德丙。随后，顺劳于2017年10月将合同续签至2020年6月30日，他与施特罗迪克搭档组成主力中后卫。这支去季几乎降级的球队，在失球数方面仅次于卡尔斯鲁厄和冠军马格德堡位列第三少，并以第二名的成绩升入德乙。顺劳当季共参加了35场联赛，其中34场首发，并射入3球。
2018-19赛季，顺劳在德乙联赛出场29次（全部首发），射入1球。凭借平均3.1的评分，他获《踢球者》评为为赛季最佳中后卫之一，为俱乐部升入德甲联赛做出了重要贡献。2019-20赛季开始前，顺劳与球队续约至2021年6月30日。然而，他季初因脚部肌腱撕裂而缺阵。在跟随二队参赛一段时间后，顺劳于第7轮复出，这也是他在德国顶级联赛的首秀。随着赛季的推进，申劳重回首发阵容。他共出场23次，射入2球。然而，赛季结束后，鲍姆加特的球队再次降入德乙联赛。2020-21赛季，这支在过去六年中不断沉浮的球队表现平静，稳居德乙中游位置。顺劳在联赛中出场32次（全部首发），射入1球。赛季结束后，这位26岁的球员在因合同到期，在效力了九年后离开球队。

### 汉堡
2021-22赛季，顺劳转会至联赛对手汉堡，并签订了一份期至2024年6月30日届满的合同。赛季开始前不久，时任主教练蒂姆·瓦尔特任命他接替为新队长。他立即成为球队的主力，最初与约纳斯·达维德组成中后卫，从赛季前半程末期开始与马里奥·武什科维奇搭档。顺劳连续首发33场，射入4球。汉堡以排名第三完赛，但在升级附加赛中不敌柏林赫塔。
在2024-25赛季后半程，汉堡迅速占据了直接升级的席位，并一度位居榜首。至倒数第二轮，球队提前确定将时隔七年重返德甲。顺劳与汉堡的合同将持续到2026年。